# 自激振荡

圖示說明因正回授產生的自激振盪。振盪器V產生回授信號B。R處的控制器用此信號調製施加在振盪器上的外部能量S。若能量調製得和振盪器同相位，就會產生負阻尼，因此振盪會持續成長，直到被其非線性特性所限制為止

自激振荡（英語：Self-exciting oscillation）是由沒有週期性的能量來源讓系統產生週期運動，並且可以持續存在的週期運動。自激振荡和共振或是參數振盪不同，後兩者若要維持週期運動，需要由外部調節其能量，
在線性系統中的自激振荡是和負阻尼比有關的不穩定現象，負阻尼比會讓小的振盪指數成長。負阻尼比是因為振盪和外在能量的調節之間有正回授所造成。穩定正回授的大小及振幅是依非線性系統的特性所決定的。
自激振荡有出現在工程、經濟及生物學中的現象。自激振荡的理論基礎是由亚历山大·安德罗诺夫在1928年提出。

## 數學基礎
自激振荡是一個以時間延遲微分方程閉迴路來描述系統的的自然結果。其變數N的變動是由變數N+1所造成，但其中存在一時間差，其變數N+1的變動是由變數N+2所造成，但其中也存在一時間差......，其變數N的變動是由變數N+x所造成，而其中仍存在一時間差。

## 工程中的例子

### 铁路和火车車輪
火车車輪的蛇行振盪及車輛輪胎的加快擺動會產生令人不適的擺動效應，嚴重時甚至會造成火車脫軌或輪胎失去抓地力。

### 中央供暖恒温器
早期中央供暖的恒温器因為反應太快，會有自激振荡的情形，後來此問題是用遲滯現象來克服，也就是當溫度偏離目標值達到一定數值後才允許切換狀態。

### 方向修正
有許多例子是因為方向修正延遲造成的自激振荡，從在強風中的輕航機到不熟練或是酒醉駕駛人的不穩定駕駛等。

### SEIG（自激感應發電機）
若非同步馬達連接一個電容，而軸旋轉超過臨界速度，會出現電機的振盪，結果就像在端子上有線電壓一様，而且可以有實用的用途，例如有開源的發電機都以這種原理來運作。

## 其他領域的例子

### 生物學中的人口循環
例如某草食動物的數量因為被捕食而減少，這也會造成捕食者數量的減少，捕食者數量的減少會使草食動物的數量增加，這也會造成捕食者數量增加......。由時間延遲微分方程形成的閉迴路是這類循環存在的充份條件，此例中的時間延遲主要是因為養育週期所造成。